# Voo Kenya Airways 507
O Voo Kenya Airways 507 foi um voo Boeing 737-800 da Kenya Airways que voava do Aeroporto Internacional de Douala, Camarões, com destino ao Aeroporto Internacional Jomo Kenyatta, em Nairóbi, no Quênia, com 114 pessoas a bordo. O voo era originado do Aeroporto Port Bouet, em Abidjan, Costa do Marfim, mas fazia uma parada em Douala para o embarque de mais passageiros.
O avião dividiu-se em pedaços pequenos e veio cair principalmente submerso em um manguezal, a 5,4 km ao sul (176 °) do final da pista 12 do Aeroporto Internacional de Douala. Não houve sobreviventes. A investigação da Autoridade de Aviação Civil de Camarões determinou que os pilotos não conseguiram notar e corrigir o excesso de cobrança do banco após a decolagem. Isso levou à perda de controle e a queda da aeronave.

## Nacionalidades dos passageiros e tripulantes perdidos
- 37 Camarões
- 15 Índia
- 9 Quênia (membros da tripulação)
- 7 África do Sul
- 6 China; Costa do Marfim; Nigéria
- 5 Reino Unido
- 3 Níger

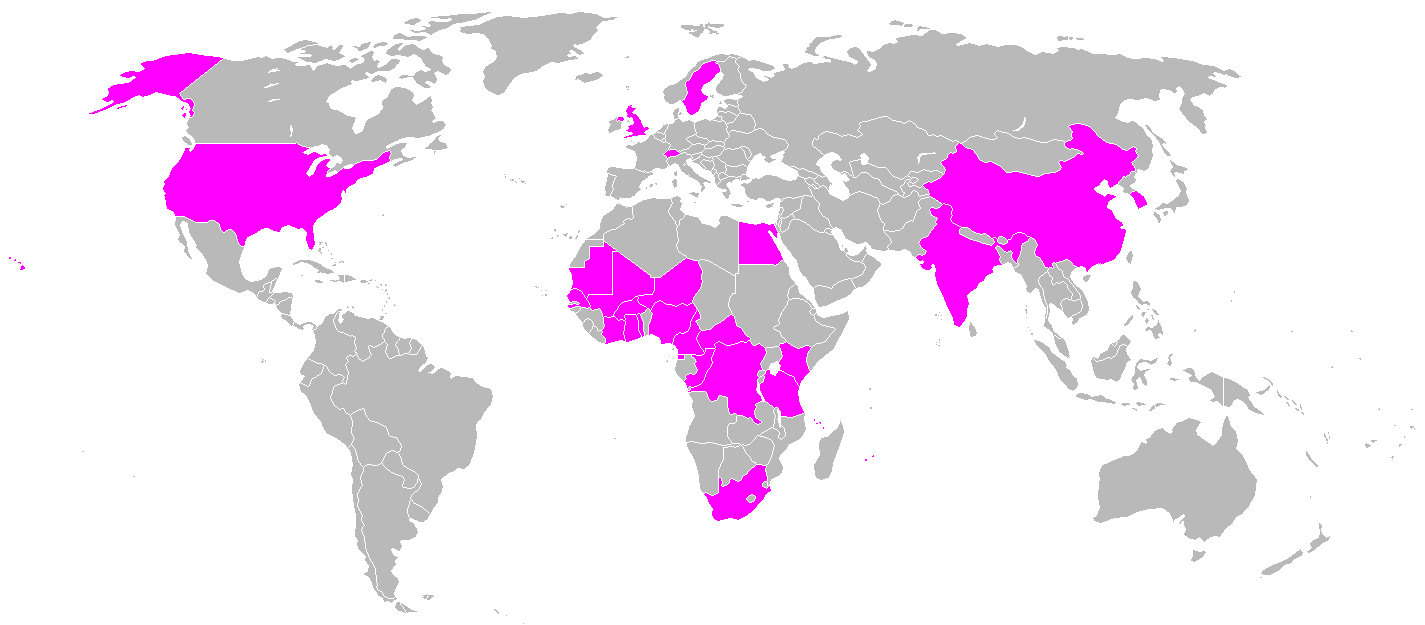
Os países em destaque representam as nações de origem dos passageiros e tripulantes

- 2 República Centro-Africana; República Democrática do Congo; Guiné Equatorial
- 1 Coreia do Sul; Gana; Suécia; Togo; Mali; Suíça; Comores; Egito; Maurícia; Senegal; Congo; Tanzânia; Estados Unidos; Burkina Faso

Pesquisa: Kenya Airways